# Menor divisão civil
Menor divisão civil (em inglês:  Minor civil division) (MCD) é um termo usado pelo United States Census Bureau para designar o básico governamental e/ou divisão administrativa de um condado, tais como um township civil, circuito, ou distrito magisterial. MCDs existem em 28 estados e no distrito de Colúmbia Washington, D.C..
Em 20 estados, todos ou muitos MCDs são unidades governamentais de uso geral: Connecticut, Illinois, Indiana, Kansas, Maine, Massachusetts, Michigan, Minnesota, Missouri, Nebraska, Nova Hampshire, Nova Jersey, Nova Iorque, Dacota do Norte, Ohio, Pensilvânia, Rhode Island, Dacota do Sul, Vermont, e Wisconsin. A maioria desses MCDs são legalmente designados como vilas ou municipalidades.
O tipo de governo pode variar de inoperante, a fraca autoridade governamental, que incorporou municípios. Desde MCDs aparecer em uma categoria diferente do que lugares incorporados, isso causou uma certa confusão em estados onde a MCDs, têm governos fortes, como nos estados Michigan, Nova Inglaterra, Nova Jersey, Nova Iorque, e Pensilvânia.
Nos estados que não têm MCDs, o Census Bureau, designa Census County Divisions (CCDs). Nos estados que utilizam MCDs, quando qualquer parte do Estado não é abrangida por um MCD, o Census Bureau cria entidades adicionais como Território não organizado, que trata como equivalente a MCDs para fins estatísticos.